# SAP

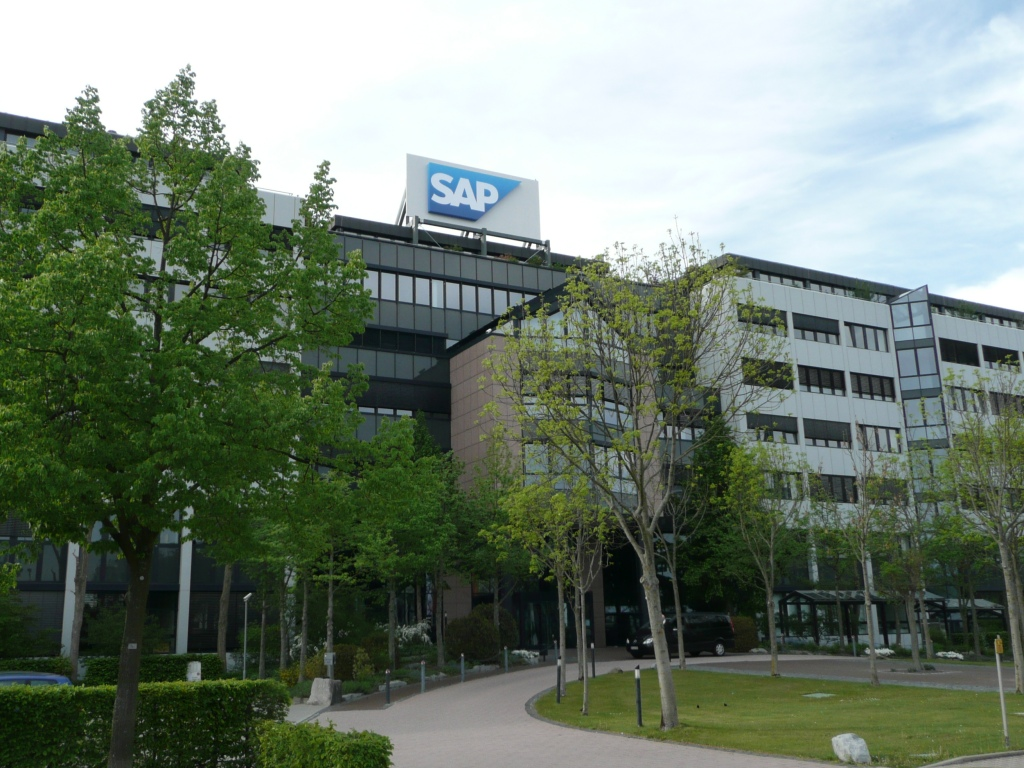
SAP-Firmenzentrale in Walldorf, Gebäude WDF01

SAP ist ein weltweit tätiger deutscher Softwarekonzern, dessen börsennotierte Muttergesellschaft SAP SE mit Sitz in Walldorf das wertvollste Unternehmen im DAX und in Europa ist. Mit einer Marktkapitalisierung von rund 350 Milliarden Dollar gehört es im Juni 2025 zu den 30 wertvollsten börsennotierten Unternehmen der Welt.
Tätigkeitsschwerpunkt ist die Entwicklung von Software zur Abwicklung sämtlicher Geschäftsprozesse eines Unternehmens wie Buchführung, Controlling, Vertrieb, Einkauf, Produktion, Lagerhaltung, Transport und Personalwesen. Der Name SAP stand zeitweise synonym für das ehemals zentrale Softwareprodukt des Unternehmens: ein integriertes betriebswirtschaftliches Standardsoftwarepaket, auch SAP ERP genannt, zunächst in der Version SAP R/2 für Großrechner und SAP R/3 für Client-Server-Systeme. Seit 2005 engagiert sich SAP im Finanzbereich (SAP BankAnalyzer – SAP BA, SAP AFI, SAP FPSL u. a.), im Datawarehousing (SAP NetWeaver Business Intelligence) und bietet eigene Datenbanklösungen an (MaxDB, SAP ASE, SAP IQ, SAP HANA).

## Geschichte

### Erste Phase 1972–1981
Fünf ehemalige Mitarbeiter der IBM (Claus Wellenreuther, Hans-Werner Hector, Klaus Tschira, Dietmar Hopp und Hasso Plattner) gründeten im April 1972 in Weinheim die Gesellschaft bürgerlichen Rechts Systemanalyse Programmentwicklung, deren Name später zu „SAP“ zusammengezogen wurde. Das Kürzel stand für „Systeme, Anwendungen und Produkte in der Datenverarbeitung“.
Sie entwickelten Programme, die Lohnabrechnung und Buchhaltung per Großrechner ermöglichten. Statt die Daten mechanisch auf Lochkarten zu speichern, wie bei ihrem Ex-Arbeitgeber IBM, setzten sie auf den Dialog online per Bildschirm/Tastatur. Daher bezeichneten sie ihre Software als Realtime (Echtzeit)-System. Aus diesem Grund fand sich auch bis in die späten 1990er Jahre immer ein R im Namen der Produkte. Die erste Version der Software entstand dabei im Rechenzentrum des ersten Kunden, dem Nylonfaserwerk der Imperial Chemical Industries (ICI). Die dort mit dem ersten Modul zur Finanzbuchhaltung 1973 entstandene Software SAP R/1 war als Standardsoftware konzipiert und konnte auch weiteren Interessenten angeboten werden. SAP gilt daher auch als ein Miterfinder der Standardsoftware. Aus diesen Realtime-Systemen entwickelte sich im Laufe der 1970er Jahre eine neue Art der Datenverarbeitung, die heute als Online Transaction Processing (OLTP) bezeichnet wird.
Ein weiterer Vorteil der Software war, dass nun für viele Aufgaben (etwa Auftragseingang, Materialbedarfsplanung und Rechnungsstellung) ein gemeinsames System verwendet werden konnte. Dies sparte mehrfache Datenhaltung und die separate Pflege der Daten. Aus technischer Sicht wurde daher eine Datenbank notwendig.
Das erste Büro der Firma lag in Mannheim. 1976 wurde die SAP GmbH Systeme, Anwendungen und Produkte in der Datenverarbeitung gegründet, die ein Jahr später von Weinheim nach Walldorf umzog. Das erste in Walldorf errichtete Gebäude (heute als WDF08 bezeichnet) beherbergte ab 1980 auch ein eigenes Rechenzentrum. Ab Anfang der 1980er Jahre wurde die Software auch in weiteren Sprachen angeboten. Die nötige Anpassung der Software für den Kunden wurde von Partnern übernommen. 1981 wurde die noch immer existierende GbR aufgelöst und deren Rechte auf die 1976 gegründete SAP GmbH übertragen.

### Ära SAP R/2 1982–1991
Mitbegründer Claus Wellenreuther schied 1982 aus dem Unternehmen aus.
Die achtziger Jahre waren weiterhin geprägt von dem steten Aufstieg der zweiten Software-Generation SAP R/2.
Das Unternehmen wurde im August 1988 unter dem damaligen Geschäftsführer, Dieter Matheis, in eine Aktiengesellschaft umgewandelt. Die Aktie wurde unter anderem an der Frankfurter sowie der Stuttgarter Börse notiert. Ab 1998 erfolgte der Gang auch an die New York Stock Exchange.
Erst 2005 wurde durch einen Beschluss der Hauptversammlung die Abkürzung SAP zum offiziellen Firmennamen.
Die Zeitschrift Computerwoche schrieb bereits im Herbst 1990 über SAP: „Nahezu unbemerkt hat sich die SAP AG, Walldorf, mit dem modularen Standardsoftware-Paket R/2 eine Quasi-Monopol-Position auf dem Gebiet der kommerziellen Standardsoftware für S/370-Rechner in der Bundesrepublik geschaffen.“ Das Softwarepaket R/2 lief damals nur auf IBM-Hardware und auf kompatiblen Siemens-Rechnern.
Zur CeBIT 1991 kam R/3 als Lösung für den Mittelstand auf den Markt und sollte R/2 ergänzen.
Das Unternehmen SAP an sich integrierte im Zuge der Wiedervereinigung 1989/90 Teile des Kombinats Robotron. Das seit 1984 speziell auf die Produktion von Software spezialisierte Robotron-Projekt Dresden (RPD) wurde als Joint Venture unter der Leitung von Wolfgang Kemna ab 1990 in die Unternehmensstrukturen von SAP eingebaut – vorangehende Überlegungen über Zusammenarbeiten vom RPD und SAP gab es bereits. Die RPD selbst verwirklichte bereits ab 1985 Entwicklungs- und Produktionsaufträge, d. h. Betriebssystemkomponenten, von bzw. für Siemens. 1990 gründeten im Transformationsprozess die Unternehmen RPD, SAP und Siemens das SRS Software- und Systemhaus Dresden. Dabei wurden 300 RPD-Mitarbeiter zu SRS übernommen, von denen 85 SAP-Projekten zugeteilt wurden. Ihr erster Arbeitsauftrag bezog sich auf SAP R/2.

### Aufstieg von SAP R/3 1992–2001
SAP R/3 war für die damals neu angekündigte AS/400 von IBM konzipiert worden, jedoch war die IBM-Hardware mit dem neuen System überfordert. SAP musste daher auf UNIX-Workstations mit Oracle-Datenbank ausweichen und im Client-Server-Prinzip arbeiten. Die neue Lösung rief aber Begeisterung bei den Kunden und der Fachpresse hervor. De facto begann das neue R/3 das bisherige Standardsoftwarepaket R/2 zu ersetzen. SAP konnte infolgedessen ihren Umsatz zwischen 1991 und 1996 mehr als verfünffachen (1991: 361,5 Mio. €, 1996: 1.903,19 Mio €).
Vier der SAP-Gründer – Dietmar Hopp, Hasso Plattner, Klaus E. Tschira und Hans-Werner Hector – bildeten zunächst den Vorstand. 1991 wurde Henning Kagermann in den Vorstand gewählt, 1993 kam Peter Zencke als weiteres Mitglied dazu. Claus E. Heinrich, Paul Wahl und Gerhard Oswald waren seit 1996 Vorstandsmitglieder. 1998 fand der erste Wechsel an der SAP-Spitze statt. Dietmar Hopp und Klaus Tschira wechselten in den Aufsichtsrat, dessen Vorsitz Dietmar Hopp übernahm. Henning Kagermann wurde zum stellvertretenden Vorstandssprecher ernannt.

### Unternehmensentwicklung 2001–2010

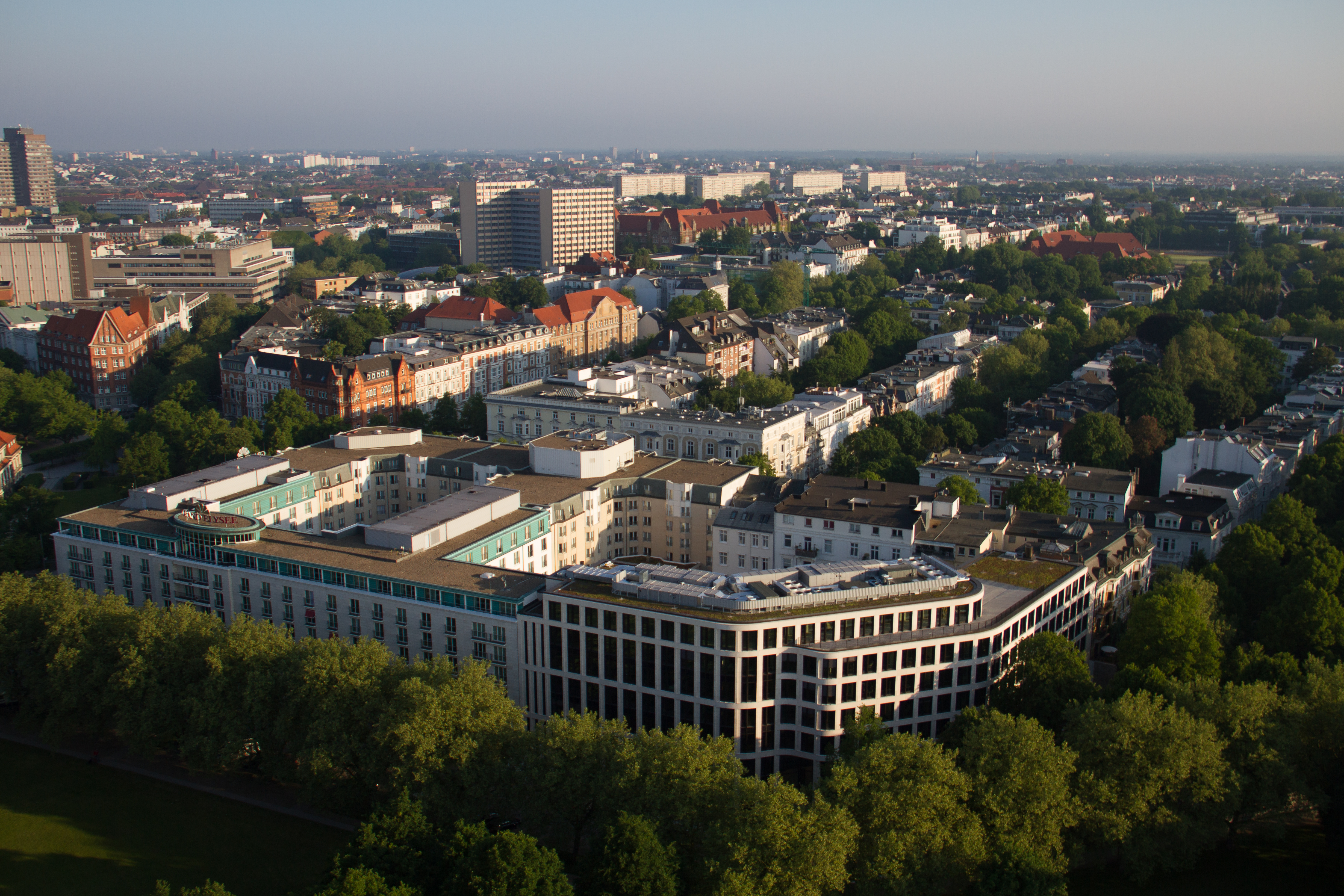
SAP Hamburg (Mitte unten)

Werner Brandt kam 2001 als Finanzvorstand zur SAP. Léo Apotheker war seit 2002 Vorstandsmitglied und President of Global Customer Solutions & Operations, bevor er Anfang 2010 aus dem Unternehmen ausschied. 2003 wurde Henning Kagermann alleiniger Vorstandssprecher und CEO der SAP AG. Im Februar 2007 wurde sein Vertrag auf seinen eigenen Wunsch nur bis 2009 verlängert. Hasso Plattner übernahm von Dietmar Hopp 2003 den Vorsitz im Aufsichtsrat. Anfang 2007 verließ Vorstandsmitglied Shai Agassi, der als möglicher Kagermann-Nachfolger gehandelt wurde, das Unternehmen. Vorstandsmitglied Léo Apotheker wurde im April 2008 zum zweiten Vorstandssprecher der SAP neben Henning Kagermann ernannt.
Seit 2004 wurde die SAP Standardsoftware SAP R/3 zunehmend unter dem neuen Produktnamen SAP ERP vermarktet.
Im Jahr 2006 wurde in Deutschland nach anfänglichem Widerstand der Belegschaftsmehrheit und der Unternehmensleitung ein Betriebsrat gegründet.
Im Oktober 2007 kündigte SAP die Übernahme des französischen Softwarehauses Business Objects für 4,8 Milliarden Euro an. Nach dem Einholen der kartellrechtlichen Genehmigungen veröffentlichte SAP im Dezember 2007 Erwerbsangebote in Frankreich und USA. Bis Ende Januar 2008 hatten über 95 % der Business-Objects-Aktionäre diese Angebote angenommen.
Im Februar 2008 gab SAP bekannt, dass sie die ihr noch nicht direkt oder indirekt gehörenden Business-Objects-Wertpapiere bis zum 18. Februar 2008 durch ein Squeeze-out-Verfahren erwerben wird. Am 18. Februar 2008 wurde die Notierung der Business-Objects-Aktien und der ORNANE bei EURONEXT aufgehoben (Delisting). Die Notierung der Business Objects American Depositary Shares (ADS) bei der US-amerikanischen Börse NASDAQ wurde am 19. Februar 2008 aufgehoben. Zum 1. März 2008 wurde John Schwarz, Chief Executive Officer (CEO) von Business Objects, in den Vorstand der SAP AG berufen. Im ersten Quartal 2008 wurde der Kauf für 4,8 Milliarden Euro abgeschlossen.
Im April 2008 bestätigte Hasso Plattner, dass der CEO Henning Kagermann im Frühjahr 2009 aus Altersgründen in den Ruhestand treten werde.
Aufgrund der sich seit Sommer des Jahres 2008 immer weiter verschärfenden weltweiten Finanz- und Wirtschaftskrise, die zu einer reduzierten Kundennachfrage und einem sinkenden Aktienkurs geführt habe, sei nach Angabe von Kagermann auch SAP gezwungen, einen Einstellungsstopp vorzunehmen. Am 28. Januar 2009 verkündete die Firma anlässlich der vorläufigen Jahresbilanz, dass wegen der schwierigen Wirtschaftslage 3300 Arbeitsplätze abgebaut werden müssten, um die Personalkosten zu reduzieren.
Im Juli 2009 kündigte SAP den Erwerb der SAF Simulation, Analysis and Forecasting durch ein freiwilliges öffentliches Angebot an.
Im Februar 2010 gab das Unternehmen bekannt, dass Léo Apotheker mit sofortiger Wirkung zurücktritt. An die Stelle von Apotheker traten gleichberechtigt US-Chef Bill McDermott (Vertrieb, US) und Entwicklungschef Jim Hagemann Snabe (Produkte/Lösungen, EMEA). Damit gab es von 2010 bis 2014 wieder zwei Co-CEOs bei der SAP AG. Der bisherige Arbeitsdirektor Erwin Gunst legte ebenfalls sein Amt nieder. Am 16. April 2010 gab das Unternehmen bekannt, dass Angelika Dammann von Unilever zu SAP in den Vorstand wechseln werde, um den Personalbereich zu leiten. Sie war damit die erste Frau im Vorstand der SAP.
Im April 2010 gab SAP bekannt, seinen Partner TechniData aus Markdorf, einen Spezialisten für Umweltmanagement, Gesundheitsschutz und Arbeitssicherheit, übernehmen zu wollen. Im Juli 2010 übernahm SAP Sybase für 4,6 Milliarden Euro.

### Unternehmensentwicklung 2011–2020

SAP-Logo bis 2011

Kurzzeitiges Logo im Jahr 2014

Im Juli 2011 trat Angelika Dammann zurück. Zuvor gab es unter anderem Kritik an ihrer Privatnutzung des Firmenjets, die ihr jedoch vertraglich eingeräumt worden war.
2012 übernahm SAP das US-amerikanische Unternehmen Success Factors, das Cloud-Applikationen anbietet, für 2,5 Milliarden Euro und die Online-Handelsplattform Ariba für 4,3 Milliarden US-Dollar.
Im Jahr 2013 begann SAP mit der aktiven Werbung von Mitarbeitenden im Autismus-Spektrum in dem Programm Autism at work.
Im März 2013 gab SAP bekannt, sich im Jahr 2014 von einer Aktiengesellschaft in eine Europäische Aktiengesellschaft (SE) umwandeln zu wollen. Die Aktionäre stimmten diesem Vorschlag im Mai 2014 in der Hauptversammlung zu. Die Umwandlung erfolgte am 7. Juli 2014. Im Februar 2014 eröffnete SAP in Potsdam ein neues Forschungs- und Entwicklungszentrum, das im Juli 2016 noch um einen zweiten Bauabschnitt erweitert wurde.
Von 2014 bis 2019 war Bill McDermott alleiniger Vorstandssprecher. Jim Hagemann Snabe wechselte 2014 in den Aufsichtsrat.
Anfang Dezember 2014 gab SAP den bis dahin größten Zukauf seiner Geschichte bekannt. Für 6,2 Milliarden Euro wurde der US-Anbieter von Firmensoftware für Reisemanagement und Reisekostenabwicklung Concur Technologies übernommen. 2015 brachte SAP die vierte Generation seiner Anwendungssuite als SAP S/4HANA auf den Markt, die vollständig auf dem Datenmodell von SAP HANA basiert. 2016 verkündeten Apple und SAP eine Partnerschaft und 2017 Google und SAP eine strategische Partnerschaft. Im selben Jahr verpflichtete sich SAP, bis 2025 klimaneutral zu wirtschaften. Mit der 2018 erfolgten Übernahme des Softwareherstellers Qualtrics für rund 8 Milliarden Euro erfolgte der größte Zukauf in der Geschichte der SAP.
2018 rückte Christian Klein in den Vorstand der SAP auf und wurde im Oktober 2019 zusammen mit Jennifer Morgan Co-Vorstandssprecher. Damit ist SAP der erste DAX-Konzern, der eine Frau an seiner Spitze hatte. Ein halbes Jahr operierten die beiden als Doppelspitze. Am 21. April 2020 wurde bekannt, dass Jennifer Morgan SAP bereits Ende April 2020 verlässt.

### Unternehmensentwicklung seit 2020

#### Ereignisse der Jahre 2020 und 2021

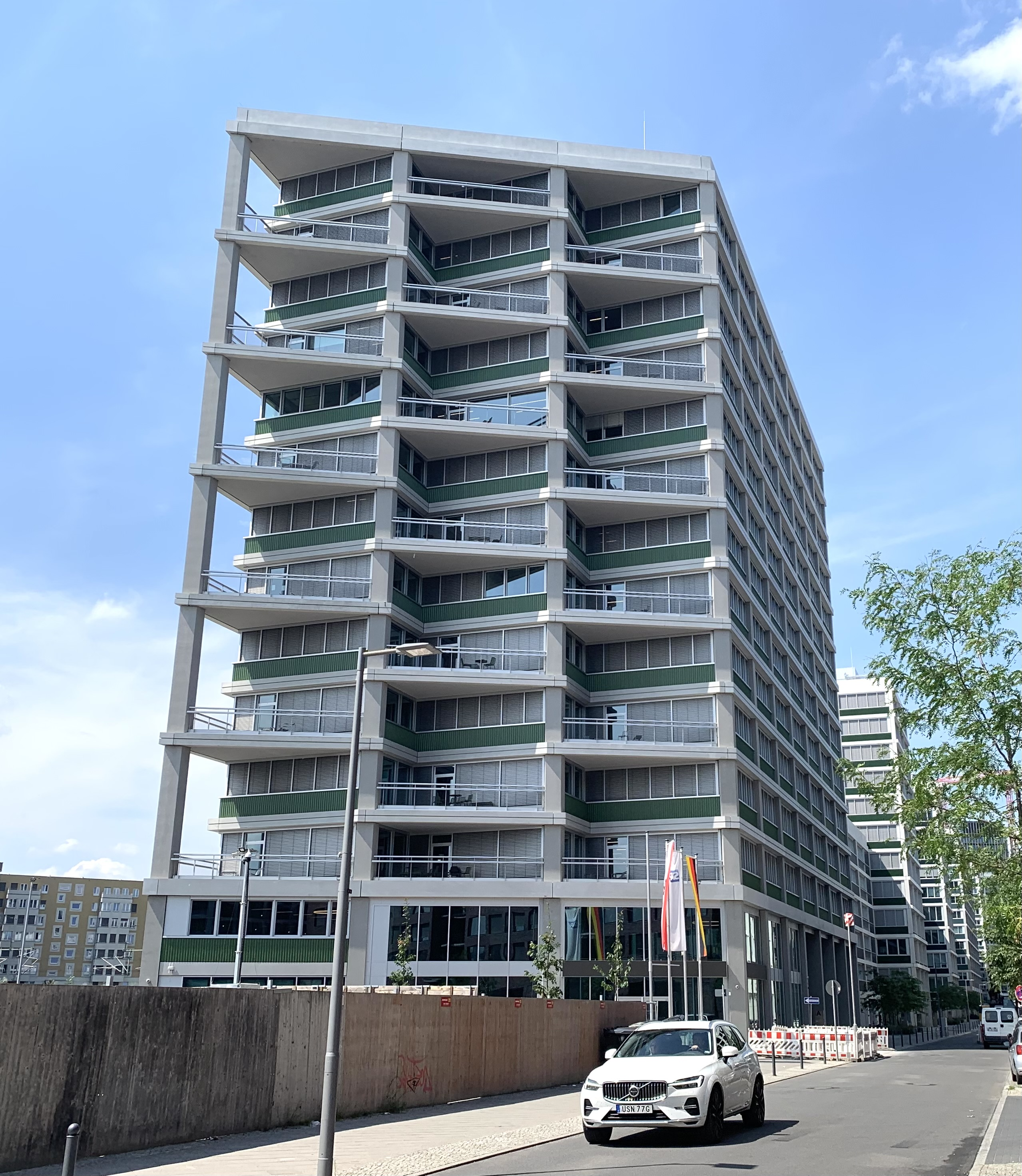
SAP Standort in Berlin seit 2023

Christian Klein wurde im April 2020 zum alleinigen CEO ernannt. Hasso Plattner, Aufsichtsratschef und Mitgründer, hat ihn bei diesem Schritt unterstützt. Christian Klein startete mit 39 Jahren als bis dahin jüngster Chef eines DAX-Unternehmens. Im Juli 2020 kündigte SAP an, Qualtrics an die Börse zu bringen. Im Oktober 2020 verkündete SAP, dass sie den Online-Marketingspezialist Emarsys gekauft haben; nach Schätzungen beläuft sich der Firmenwert auf 500 Mio. bis 1 Mrd. Euro.
Im Oktober 2020 kündigte SAP einen Strategiewechsel an weg von Aufkäufen hin zur Fokussierung auf eine bessere Integration der aufgekauften Programmteile. Gleichzeitig wurde ein Transformationsprogramm „Rise with SAP“ aufgelegt, um Kunden zu einem Wechsel zu SAP S/4HANA in die Cloud zu motivieren. Dies führte zunächst zu einem nicht unerheblichen Einbruch des Aktienkurses.
Beim erfolgreichen Börsengang im Januar 2021 wurde Qualtrics mit knapp 18 Mrd. Dollar mehr als doppelt so hoch bewertet als bei der Übernahme durch SAP im Jahr 2018 (8 Mrd. Dollar). 2 Mrd. Euro (2,4 Mrd. Dollar), die SAP durch den Verkauf von rund 16 Prozent der Qualtrics-Aktien kassierte, wurden zur Tilgung von Schulden und zur Erhöhung der Dividende verwendet, nicht jedoch für Investitionen in die Software-Entwicklung oder für den schnelleren Ausbau der SAP-eigenen Cloud-Infrastruktur.
Im Juni 2021 kündigte SAP erstmals an, in größerem Umfang Teile an eine neu zu gründende Firma auszugründen. Zuvor gab es nur kleinere Verkäufe von Unternehmensteilen. Der Bereich Financial Service Industries (FSI) wird in die Firma SAP Fioneer ausgegründet. Bis zu 1000 SAP Mitarbeiter weltweit sollten in das neue Unternehmen wechseln. Mitarbeiter in Deutschland können nach eigenem Ermessen in die neue Firma wechseln oder sich bei SAP beruflich neu orientieren. Der Kapitalinvestor Dediq bringt 500 Millionen EUR in das neue Unternehmen ein und hält 80 % der neuen Firma. SAP bringt vorhandene Software im Bereich Financial Services ein (SAP for Banking) und erhält dafür einen Anteil von 20 % an der neuen Firma. Tatsächlich wechselten jedoch nur 600 SAP Mitarbeiter in die neue Firma. Zuvor war bekannt geworden, dass die Deutsche Bank statt mit SAP zukünftig verstärkt mit Oracle zusammenarbeitet und die aus ihrer Sicht veraltete SAP-Software durch eine moderne Cloud basierte Lösung ablösen will. Im Nachgang wurde Kritik daran geäußert, dass die Hasso Plattner Foundation am Investor Dediq sogar mehrheitlich beteiligt ist. Ein Interessenkonflikt wird jedoch bestritten. Am 27. September 2022 wurde der Verkauf aller Anteile bekannt.
Im Juli 2021 kaufte die mehrheitlich zu SAP gehörende US-Firma Qualtrics den KI-Anbieter Clarabridge für 1,13 Milliarden US-Dollar.

#### Enthüllungen interner Dokumente 2021
Nach einem Rechtsstreit mit Oracle aus dem Jahre 2007 gab SAP ein Gutachten bei der Wirtschaftskanzlei Linklaters in Auftrag. Die Ergebnisse wurden 2010 intern veröffentlicht. Das ARD-Magazin Fakt und Der Spiegel gelangten 2021 an die internen Dokumente. Ihren Recherchen zufolge habe sich das Unternehmen „offenbar auch mit unlauteren Methoden, vor allem Diebstahl geistigen Eigentums, an die Weltspitze getrickst“. Die Praxis soll in die 1990er-Jahre zurückreichen.
Fakt und Spiegel berichten zudem über eine dubiose Kooperation von SAP mit der Universität Mannheim ab 1997, bei der Gerhard Oswald, seit 1996 SAP-Vorstandsmitglied, eine zentrale Rolle gespielt habe. Offiziell sei es bei der Kooperation darum gegangen, Konkurrenzsoftware durch ein unabhängiges Institut untersuchen zu lassen, in diesem Fall die Forschungsgruppe Wirtschaftsinformatik der Uni Mannheim. Tatsächlich aber hätten SAP-Mitarbeiter unter dem Deckmantel der Kooperation die Konkurrenz ausspioniert. Selbst Interventionen der Rechtsabteilung, des Compliance-Teams und der Revision seien weitgehend ignoriert worden.

#### Ereignisse der Jahre 2022 bis heute
Am 27. Januar 2022 teilte SAP mit, das US-Fintech-Unternehmen Taulia mehrheitlich zu 95 % zu übernehmen. Der Kaufpreis soll unterhalb 1 Milliarde USD liegen. Taulia bietet Zahlungsdienstleistungen im B2B-Umfeld an, in dem SAP mit Ariba aktiv ist. SAP konkurriert damit (Stand 2022) z. B. mit der Deutschen Bank.
Anfang 2022 kippte angesichts der unterdurchschnittlichen Kursentwicklung die positive Stimmung gegenüber dem Vorstandsvorsitzendem Christian Klein. Auch wird der Aufsichtsratsvorsitzende Hasso Plattner kritisiert, da er trotz Überschreitung der Altersgrenze keinen Nachfolger zulassen möchte.
Im Oktober 2022 wurde bekannt, dass SAP die Branchenlösung SAP for Healthcare (früher auch als IS-H bezeichnet) mit Ablauf der Wartung für die SAP Business Suite (2027 bzw. 2030) in der bisherigen Form nicht mehr anbieten wird. Damit entfällt ebenfalls die technische Grundlage für die von Oracle Cerner vertriebene Partnerlösung i.s.h.med. Für eine neue Cloud basierte Lösung soll das Industry-Cloud-Modell „Partner“ greifen.
Im Dezember 2022 berichtet das Handelsblatt, dass die Mittelstandslösung Business ByDesign nicht mehr weiterentwickelt wird und die Wartung an einen externen Dienstleister geht. Die Änderungen seien Teil eines Projektes zur Optimierung des Portfolios. Ebenso berichtet das Handelsblatt, dass viele Banken mit dem Rückzug von SAP aus der Finanzindustrie nicht zufrieden sind, namentlich zum Teil das Spinoff SAP Fioneer ablehnen.
Ende Januar 2023 teilte SAP mit, 3000 Stellen abbauen zu wollen, davon rund 200 Stellen in Deutschland. Auch die erst 2018 erworbene Firma Qualtrics wird zum Verkauf gestellt, um Spielräume für andere Investitionen zu schaffen.
Mitte März 2023 bestätigte SAP den Verkauf von Qualtrics für 7,7 Milliarden USD an die Private-Equity-Gesellschaft Silver Lake und den kanadischen Pensionsfonds CPP Investments.
Anfang März 2023 teilte SAP-Gründer und Milliardär Hasso Plattner mit, er plane nach 20 Jahren an der Aufsichtsratsspitze seine Nachfolge. Zum Ende seiner Amtszeit im Mai 2024 soll Punit Renjen – zuvor Global CEO von Deloitte – den Posten übernehmen. In der ordentlichen Hauptversammlung am 11. Mai 2023 wurde Renjen in den Aufsichtsrat gewählt und anschließend vom Aufsichtsrat zu einem der beiden stellvertretenden Vorsitzenden des Gremiums gewählt.
Ende März 2023 wurde bekannt, dass Chief Operating Officer (COO) und Chief People Officer Sabine Bendiek ihren seit Januar 2021 bis zum 31. Dezember 2023 laufenden Vertrag nicht verlängern wird. Die Frankfurter Allgemeine Zeitung äußerte Kritik an Vorstand und Aufsichtsrat und verglich den Vorstand von SAP mit einer Schlangengrube. Am 1. April 2023 trat Dominik Asam seine Vorstandsposition als Finanzvorstand an. Er löste den langjährigen CFO Luka Mucic ab, der mutmaßlich wegen der unzureichenden Entwicklung des Aktienkurses abgelöst wurde.
Im Januar 2024 wurde bekannt, dass das Softwareunternehmen weltweit bis zu 8.000 Stellen streichen und vermehrt in den Bereich Künstliche Intelligenz investieren will. Der Betriebsratsvorsitzende Eberhard Schick beschrieb das Abfindungsprogramm mit dem Satz „SAP zahlt so großzügige Abfindungen, dass es dumm wäre, zu bleiben“. Dementsprechend erklärten sich deutlich mehr Mitarbeiter bereit, die Firma freiwillig zu verlassen, so dass die Zahl der abzubauenden Stellen auf 10.000 erhöht und zugleich limitiert wurde.
Gina Vargiu-Breuer trat zum 1. Februar 2024 als neue Personal- und Arbeitsdirektorin in den SAP-Vorstand ein.
Im Februar 2024 teilte der Konzern überraschend mit, dass Punit Renjen den Aufsichtsrat des Unternehmens verlassen wird. Renjen war seit Mai 2023 als Nachfolger von Hasso Plattner an der Spitze des Aufsichtsrates vorgesehen. Hasso Plattner machte am 15. Mai 2024 den Posten frei. Neuer Aufsichtsratsvorsitzender ist seither Ex-Nokia-Präsident Pekka Ala-Pietilä.
Am 1. April 2024 wechselte Thomas Saueressig vom seit 2019 von ihm geleiteten Vorstandsbereich SAP Product Engineering in den neu geschaffenen Vorstandsbereich Customer Services & Delivery. Sein Nachfolger im Vorstandsbereich SAP Product Engineering wurde der neu in den Vorstand hinzugekommene Muhammad Alam. Ende Juli 2024 wurde bekannt, dass die beiden Vorstandsmitglieder Scott Russell, zuständig für den Vertrieb, und Julia White, verantwortlich für das Marketing, im Einvernehmen mit dem Aufsichtsrat das Unternehmen zum Ende des Monats August 2024 verlassen werden.

## Unternehmensdaten
SAP hatte Ende 2020 weltweit rund 102.430 Mitarbeiter, davon etwa 29.580 Mitarbeiter in der Forschung und Software-Entwicklung. 2020 erwirtschaftete SAP einen Umsatz von 27,34 Mrd. Euro. SAP ist international durch etwa 120 Tochtergesellschaften präsent. Das Unternehmen betreibt neben dem Entwicklungszentrum am Unternehmenssitz in Walldorf noch weitere Entwicklungsstandorte in 12 Ländern, beispielsweise in den USA, Frankreich, Indien, der Volksrepublik China. SAP hatte 2023 über 335.000 Kunden, darunter viele Großunternehmen und DAX-Konzerne, und wurde im Jahr 2012 dabei von etwa 12 Millionen Anwendern verwendet.

### Börse & Aktionärsstruktur
Die Aktie ist Bestandteil des DAX und Dow Jones Euro Stoxx 50 und wird unter anderem an der Frankfurter (seit 1988) und der New Yorker Börse (seit 1998) gehandelt.
Aktionäre (Stand: März 2024):
| Aktionär                   | Anteil in Prozent |
| -------------------------- | ----------------- |
| Hasso Plattner + Stiftung  | 6,60 %            |
| Dietmar Hopp Stiftung GmbH | 5,09 %            |
| SAP SE                     | 5,00 %            |
| Streubesitz                | 83,31 %           |

### Umsatz-, Mitarbeiter- und Ergebniszahlen
Quelle, sofern nicht anders angegeben:
| Jahr | Umsatz (in Mio. €) | Umsatzwachstum (in %) | Mitarbeiter | Mitarbeiterwachstum (in %) | Gewinn nach Steuern (in Mio. €) |
| ---- | ------------------ | --------------------- | ----------- | -------------------------- | ------------------------------- |
| 1972 | 0,32               | –                     | 9           | –                          | –                               |
| 1973 | 0,54               | 68,8                  | 11          | 22,2                       | –                               |
| 1974 | 0,96               | 77,8                  | 13          | 18,2                       | –                               |
| 1975 | 1,17               | 21,9                  | 18          | 38,5                       | –                               |
| 1976 | 1,95               | 66,7                  | 25          | 38,9                       | –                               |
| 1977 | 3,19               | 63,6                  | 38          | 52,0                       | –                               |
| 1978 | 4,34               | 36,1                  | 50          | 31,6                       | –                               |
| 1979 | 5,07               | 16,8                  | 61          | 22,0                       | –                               |
| 1980 | 7,00               | 38,1                  | 77          | 26,2                       | –                               |
| 1981 | 8,33               | 19,0                  | 84          | 9,1                        | –                               |
| 1982 | 12,37              | 48,5                  | 105         | 25,0                       | –                               |
| 1983 | 20,71              | 67,4                  | 125         | 19,0                       | –                               |
| 1984 | 24,54              | 18,5                  | 163         | 30,4                       | –                               |
| 1985 | 31,29              | 27,5                  | 224         | 37,4                       | –                               |
| 1986 | 54,20              | 73,2                  | 290         | 29,5                       | –                               |
| 1987 | 77,72              | 43,4                  | 468         | 61,4                       | –                               |
| 1988 | 91,60              | 17,9                  | 940         | 100,9                      | 12,70                           |
| 1989 | 187,60             | 104,8                 | 1.367       | 45,4                       | 34,90                           |
| 1990 | 255,20             | 36,0                  | 2.138       | 56,4                       | 42,00                           |
| 1991 | 361,50             | 41,7                  | 2.685       | 25,6                       | 63,00                           |
| 1992 | 425,00             | 17,6                  | 3.157       | 17,6                       | 65,10                           |
| 1993 | 563,30             | 32,5                  | 3.648       | 15,6                       | 74,80                           |
| 1994 | 939,20             | 66,2                  | 5.229       | 43,3                       | 143,80                          |
| 1995 | 1.378,60           | 47,3                  | 6.857       | 31,1                       | 207,00                          |
| 1996 | 1.903,10           | 38,0                  | 9.202       | 34,2                       | 290,20                          |
| 1997 | 3.021,80           | 58,8                  | 12.856      | 39,7                       | 446,70                          |
| 1998 | 4.315,60           | 42,8                  | 19.308      | 50,2                       | 526,90                          |
| 1999 | 5.110,20           | 18,4                  | 20.975      | 8,6                        | 601,00                          |
| 2000 | 6.265,00           | 22,6                  | 24.178      | 15,3                       | 615,70                          |
| 2001 | 7.341,00           | 17,2                  | 28.410      | 17,5                       | 581,00                          |
| 2002 | 7.413,00           | 1,0                   | 28.797      | 1,4                        | 508,60                          |
| 2003 | 7.025,00           | −5,2                  | 29.601      | 2,8                        | 1.077,10                        |
| 2004 | 7.515,00           | 7,0                   | 32.205      | 8,8                        | 1.310,50                        |
| 2005 | 8.513,00           | 13,3                  | 35.873      | 11,4                       | 1.496,41                        |
| 2006 | 9.402,00           | 9,5                   | 39.355      | 8,8                        | 1.871,38                        |
| 2007 | 10.242,00          | 8,2                   | 44.023      | 10,6                       | 1.919,00                        |
| 2008 | 11.575,00          | 11,5                  | 51.544      | 14,6                       | 1.848,00                        |
| 2009 | 10.672,00          | −8,5                  | 47.584      | −8,3                       | 1.750,00                        |
| 2010 | 12.464,00          | 16,8                  | 53.513      | 12,5                       | 1.813,00                        |
| 2011 | 14.233,00          | 14,2                  | 55.765      | 4,2                        | 3.437,00                        |
| 2012 | 16.223,00          | 14,0                  | 64.422      | 15,5                       | 2.803,00                        |
| 2013 | 16.815,00          | 3,6                   | 66.572      | 3,3                        | 3.325,00                        |
| 2014 | 17.560,00          | 4,4                   | 74.406      | 11,7                       | 3.280,00                        |
| 2015 | 20.793,00          | 18,4                  | 76.986      | 3,5                        | 3.056,00                        |
| 2016 | 22.062,00          | 6,1                   | 84.183      | 9,3                        | 3.634,00                        |
| 2017 | 23.461,00          | 6,3                   | 88.543      | 5,2                        | 4.046,00                        |
| 2018 | 24.708,00          | 5,3                   | 96.498      | 9,0                        | 4.088,00                        |
| 2019 | 27.553,00          | 11,5                  | 100.330     | 4,0                        | 3.370,00                        |
| 2020 | 27.340,00          | −1,1                  | 102.430     | 2,1                        | 5.283,00                        |
| 2021 | 27.842,00          | 1,8                   | 107.415     | 4,9                        | 5.376,00                        |
| 2022 | 29.520,00          | 6,0                   | 106.312     | −1,0                       | 1.708,00                        |
| 2023 | 31.207,00          | 5,7                   | 107.602     | 1,2                        | 5.928,00                        |
| 2024 | 34.176,00          | 9,5                   | 109.121     | 1,4                        | 3.150,00                        |

### Liste der Aufsichtsratsvorsitzenden
- 1988–1992 Wulf von Schimmelmann
- 1992–1998 Bernd Thiemann
- 1998–2003 Dietmar Hopp
- 2003–2024 Hasso Plattner
- 2024–0000 Pekka Ala-Pietilä

### Liste der Vorstandsvorsitzenden (bzw. Sprecher)
- 1988–1997 Dietmar Hopp
- 1997–1998 Dietmar Hopp und Hasso Plattner
- 1998–2003 Hasso Plattner und Henning Kagermann
- 2003–2008 Henning Kagermann
- 2008–2009 Henning Kagermann und Leo Apotheker
- 2009–2010 Leo Apotheker
- 2010–2014 Bill McDermott und Jim Hagemann Snabe
- 2014–2019 Bill McDermott
- 2019–2020 Jennifer Morgan und Christian Klein
- 2020–0000 Christian Klein

## Produkte

### SAP ERP (als Oberbegriff)
SAP hat mehrere Generationen von ERP-Systemen auf den Markt gebracht. 1992 zum Beispiel erschien SAP R/3, 2004 dann der Nachfolger SAP ERP Central Component (SAP ECC). Die neueste Generation der SAP-ERP-Suite heißt SAP S/4HANA (High-performance ANalytic Appliance).
Mit SAP R/3 gab es zunächst nur eine einzige monolithische ERP-Software des Herstellers. Wie SAP ECC bestand und besteht sie aus Modulen, die funktionell, aber nicht architektonisch getrennt sind. Dies sind im Wesentlichen: FI (Finance), CO (Controlling), MM (Materials Management), SD (Sales and Distribution), PP (Production Planning) und HCM (Human Capital Management). Diese Module bilden den Kern der Funktionalität, die SAP-Anwender unter SAP ERP (ECC) einsetzen.
SAP ERP (ECC) wird durch eine Palette weiterer Produkte ergänzt, die zusammen SAP Business Suite genannt werden. Kernanwendungen der Software SAP Business Suite 7 beinhalten SAP ERP 6.0, SAP Customer Relationship Management 7.0, SAP Supply Chain Management 7.0 und SAP Supplier Relationship Management 7.0 und SAP Business Suite powered by SAP HANA.
Die Akronyme ERP, CRM, SCM, SRM u. a. und die Konzepte dahinter sind nicht von SAP entwickelt worden und werden auch von anderen IT-Anbietern verwendet. SAP nutzt die Kürzel aber zur Bezeichnung seiner Softwarepakete:
- Enterprise Resource Planning (SAP ERP) ist das frühere R/3, das zuletzt in Version 4.7 eigenständig auftrat, teils auch ERP Central Component genannt. Weitere Details zu Technik, Architektur, den Funktions-Modulen und der Benutzeroberfläche, siehe SAP ERP.
- Customer-Relationship-Management (SAP CRM) ist ein unabhängiges Paket, das erweiterte Funktionalität für Kundenbetreuung mittels einer eigenständigen Software-Architektur bietet und auf einem gesonderten Server läuft; mit dem ERP ggf. gemeinsame Daten werden via Replizierung abgeglichen.
- Supply-Chain-Management (SAP SCM), Supplier Relationship Management (SAP SRM) und Product-Lifecycle-Management (SAP PLM) Systeme ergänzen in ähnlicher Weise das Basissystem um branchenübergreifend nutzbare Funktionen.
- Branchenlösungen (sog. IS – Industry Solutions) bieten darüber hinaus spezifische Ergänzungen zum normalen Funktionsumfang des R/3/ERP-Kerns. Dazu gehören z. B. SAP for Banking für Banken und andere Gesellschaften, die Bankgeschäfte betreiben wollen, SAP for Retail für den Einzelhandel, IS-Mill für die Papier-, Textil-, Stahl- und Kabelindustrie, SAP for Healthcare (früher auch IS-H genannt) für das Krankenhauswesen (Patientenmanagement und -abrechnung); SAP for Media für die Medienindustrie, IS-Oil für die Ölindustrie oder SAP for Utilities für die Wasser-, Strom- und Gas-Industrien (IS-U).

Im Februar 2015 stellte SAP mit der SAP Business Suite 4 SAP HANA (SAP S/4HANA) die neueste Generation der SAP Business Suite vor. Seit 2013 war es bereits möglich, SAP ECC auf der HANA-Datenbank zu betreiben. SAP sprach von der SAP Business Suite on HANA.
SAP S/4HANA ist mehr als nur ein Nachfolger der klassischen SAP Business Suite, die neue Lösung steht für eine ganz neue Produktlinie. SAP S/4HANA basiert auf der In-Memory-Plattform SAP HANA und ist in der Cloud (Private oder Public Cloud), lokal (On-Premises) und in hybriden Umgebungen einsetzbar. SAP S/4HANA gilt als Teil der Strategie von SAP, das Produktportfolio in Richtung Cloud Computing zu verstärken.

### NetWeaver-Plattform
SAP NetWeaver ist eine webbasierte Integrations- und Applikationsplattform, die als Grundlage für Service-oriented Architecture (SOA) dient. NetWeaver bietet die Möglichkeit, Anwendungen von Drittanbietern effizient an die SAP-Lösung anzubinden, und beinhaltet hierfür umfangreiche Schnittstellen auf der Ebene der Anwenderoberfläche, der Daten und der Prozesse. SAP NetWeaver verwendet offene Standards und ermöglicht die Integration von Informationen und Applikationen von unterschiedlichen Quellen und Technologien.
Technisch besteht diese aus einem ABAP-Applikationsserver mit einem gewissen Bestand an Grundfunktionalität sowie einem Jakarta-EE-Applikationsserver. Ein SAP NetWeaver System kann sowohl als reiner ABAP-Applikationsserver, als reiner Java-EE-Applikationsserver oder als ein sogenanntes Double-Stack-System betrieben werden.
Im Rahmen von NetWeaver werden bestimmte Java-EE- und ABAP-Anwendungen ausgeliefert, SAP nennt diese „Verwendungsarten“, bzw. „Usage Types“. Die Verwendungsarten Business Intelligence, Mobile Infrastructure, Development Infrastructure, Enterprise Portal und Process Integration sind Bestandteil von NetWeaver und allen darauf aufsetzenden Produkten, können also z. B. auch in ein ERP-System installiert werden.
Der Java-EE-Applikationsserver basiert auf dem von der ProSyst Software GmbH (die 2000 von SAP gekauft und in In-Q-My Technologies GmbH umbenannt wurde) entwickelten InQMy Application Server. Dieser ist von SUN Microsystems vollständig Java-EE-zertifiziert nach dem J2EE-1.4-Standard, bzw. in der Version 7.1 nach Java-EE 1.5.
Darüber hinaus hat SAP den Leistungsumfang des Java-EE-Servers erweitert, so dass die Benutzerverwaltung mit dem ABAP-Server gekoppelt werden kann, mit Web Dynpro steht ein leistungsfähiges GUI-Framework zur Verfügung und Java-EE-Anwendungen können mit ABAP-Anwendungen über spezielle Schnittstellen kommunizieren.
SAP NetWeaver ist die Basis der SAP Business Suite, SAP Business ByDesign und SAP NetWeaver Composition Environment (basierend auf Eclipse 3.3). Außerdem ist SAP NetWeaver die Grundlage von Partnerlösungen sowie kundenspezifischen Applikationsentwicklungen. Die SAP-Business-Suite-Anwendungen basieren ab den folgenden Versionen auf SAP NetWeaver:
- SAP SRM 2004
- SAP ERP 2004
- SAP CRM 2005
- SAP SCM 2004

Unterstützte Plattformen für SAP NetWeaver sind:
- Linux (RHEL, SLES, RedFlag, zLinux) auf IA32, PPC, X86_64, IBM zSeries
- AIX
- HP-UX auf PA-Risc und IA64
- Solaris auf SPARC und X86_64
- Windows NT und dessen Nachfolgeprodukte, IA32, IA64, X86_64
- IBM OS/400
- IBM z/OS (OS/390)

Unterstützte Datenbanken sind Microsoft SQL Server, IBM Informix Dynamic Server, SAP MaxDB, IBM DB2, SAP HANA, Sybase und Oracle. Als Job-Scheduler bietet SAP Cronacle im Paket an.

### Mittelstandslösungen
SAP Customer Checkout
SAP Customer Checkout ist eine Point of Sales Solution für die Bereiche Sports und Entertainment, Einzelhandel und Restaurant. Das Produkt kann dabei alleinstehend oder in Verbindung mit ERP-Systemen wie SAP S/4HANA verwendet werden.
Darüber hinaus gibt es jetzt auch die SAP Customer Checkout, Cloud Edition. Diese moderne Variante nutzt die Vorteile der Cloud-Technologie, um eine skalierbare und flexible Point of Sales Lösung zu bieten. Die Cloud Edition ermöglicht eine schnelle Implementierung und vereinfacht das Management der Point of Sale.

#### Business One
SAP Business One ist laut dem Unternehmensmarketing eine Lösung für kleine bis mittlere Unternehmen (1 bis 100 Mitarbeiter, wobei nicht alle Anwender sein müssen). Architektur und Funktionalität haben keine Verbindung zu SAP Business Suite oder R/3. Business One hat eine eigene GUI-Technik, ist plattformgebunden und läuft derzeit nur unter Microsoft Windows.

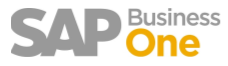
Logo von SAP Business One

Business One enthält als integrierte ERP-Lösung standardmäßig Module für alle wichtigen Bereiche der Unternehmensverwaltung. Neben Verkauf und Einkauf können auch Produktionsabläufe, die Finanzbuchhaltung oder die Abwicklung von Eingangs- und Ausgangszahlungen abgebildet werden. Damit ist es als kaufmännische und logistische Software für viele unterschiedliche Unternehmen und Branchen geeignet. Direkt von SAP gelieferte Add-ons sind beispielsweise der SAP eigene Print Layout Designer oder der Advanced Layout Designer, der erweiterte Layout- und Druckfunktionen für Abfragen und Berichte bietet und auf dem Reportingtool combit List & Label basiert. Ein wichtiges Reporting-Werkzeug ist außerdem der mit Microsoft Excel kompatible XL Reporter, der die wesentlichen Leistungskennzahlen von Unternehmen auf Grundlage präziser Echtzeitinformationen in grafisch aufbereiteten Gesamtübersichten zusammenstellt. Dieses Modul stammt von der norwegischen Firma iLytix, die 2005 von SAP übernommen wurde. Von Bedeutung sind die ebenfalls von SAP mitgelieferten Add-ons Payment (Erzeugung von Bankdateien), ELSTER (Übermittlung der steuer-relevanten Daten an das Finanzamt) sowie DATEV (Export der Buchhaltungsdaten z. B. zur Übermittlung an den Steuerberater). Mit vielen weiteren Add-ons, die von diversen Partnern der SAP entwickelt werden und die Standardfunktionen erweitern, wird Business One so zur Branchenlösung. Diese Partner werden von SAP als ISV (Independent Software Vendors) bezeichnet. Ihre Lösungen werden mit unterschiedlichen Zertifizierungen wie „SAP Certified Integration“ oder „Enabled by SAP Business One“ freigegeben und sind in der Regel in die Grafische Benutzeroberfläche (GUI) von SAP Business One eingegliedert. Diese Partner-Add-ons erstrecken sich vom Bereich der Produktionsplanung und -steuerung über die Erstellung von Druck-Layouts bis hin zu detailliertem Projektmanagement oder WebShops.
Über die Integrationsplattform Integration Framework, die von SAP zur Verfügung gestellt wird, ist ein Datenaustausch zwischen Business One und anderen Systemen möglich. Das soll etliche Szenarien wie die Integration mit einer Konzernmutter ermöglichen, die SAP ERP nutzt, oder mit einem Schwesterunternehmen oder externen Geschäftspartnern. Unterstützte Datenbanken sind Microsoft SQL Server und SAP HANA, wobei Letztere eine eigene, separate Installation ist.
Business One wurde 2002 von SAP eingeführt und basiert auf der Software TopManage des israelischen Herstellers TopManage Financial Solutions LTD. TopManage war eines der Unternehmen, die das zeitweilige SAP-Vorstandsmitglied Shai Agassi zusammen mit seinem Vater Reuven Agassi 1993 gegründet hatte und wurde im ersten Quartal 2001 von SAP übernommen.

##### Versionen
| Jahr | Version               |
| ---- | --------------------- |
| 2020 | SAP Business One 10.0 |
| 2018 | SAP Business One 9.3  |
| 2016 | SAP Business One 9.2  |
| 2014 | SAP Business One 9.1  |
| 2013 | SAP Business One 9.0  |
| 2012 | SAP Business One 8.82 |
| 2011 | SAP Business One 8.81 |
| 2010 | SAP Business One 8.8  |
| 2008 | SAP Business One 2007 |
| 2006 | SAP Business One 2005 |
| 2004 | SAP Business One 2004 |

#### Business All-in-One
Anders ist SAP Business All-In-One konzipiert – es bietet ein vorkonfiguriertes, kleines ERP-System für größere Mittelständler oder Tochterunternehmen großer Konzerne, das die Vorteile eines ERP-Systems einschließlich branchentypischer Funktionalität bei voller Kompatibilität zum „großen“ SAP ERP der Konzernmutter bietet.

#### Business ByDesign
SAP Business ByDesign ist eine On-Demand-Unternehmenssoftware, die in Echtzeit Abfragen und Reports generieren kann. Sie bietet Möglichkeiten für Geschäftsprozessabwicklungen mit durchgängiger Informationsverarbeitung, etwa für Finanzbuchhaltung, Kunden- und Projektmanagement oder das Angebots- und Rechnungswesen. Die Software wurde am 19. September 2007 in New York offiziell vorgestellt.
SAP Business ByDesign wird als Public-Cloud-Paket vertrieben. Die Höhe der Miete richtet sich nach der Anzahl der Benutzer. Es gibt darüber hinaus kein Customizing im engeren. Stattdessen findet eine Funktionalitätsauswahl durch den Anwender (Scoping) und eine anschließende Parametrisierung des Systems statt. Jegliche Einstellungen erzeugen im Gegensatz zu SAP ERP immer ein konsistentes System. Ermöglicht wird dies durch einen regelbasierten betriebswirtschaftlichen Katalog (Business Adaptation Catalog), durch den Entscheidungen bis zu den Konfigurationstabellen im System durchgereicht werden. Die Einführung des Systems kann daher grundsätzlich auch direkt durch den Kunden und ohne Berater erfolgen.
Als Standardlösung ist Business ByDesign nicht in dem Maße wie SAP ERP modifizierbar. Anwender können mit dem von der SAP bereitgestellten Software Development Kit Applikationen individuell für einen Kunden oder für mehrere Kunden bauen und diese über den SAP-Store bereitstellen. SAP-Business-ByDesign-Kunden können anschließend die Apps über den SAP Store einkaufen. Für Konzerntöchter, deren Mutterunternehmen SAP ERP einsetzen, wurden von der SAP Integrationsszenarien für SAP Business ByDesign definiert, z. B. für die Bereiche Ein- und Verkauf oder das Finanzwesen.
Im Dezember 2022 berichtete das Handelsblatt, dass Business ByDesign die großen Erwartung nie erfüllt habe. SAP werde ab 2022 Business ByDesign nicht mehr weiterentwickeln, sondern nur noch zwingende Anpassungen an gesetzliche Änderungen vornehmen. Die Wartung gehe an einen externen Dienstleister.

#### BusinessObjects
Unter BusinessObjects werden u. a. die zugekauften Produktfamilien von Outlooksoft, Cartesis und BusinessObjects zusammengefasst. Diese Produkte umfassen in erster Linie die Bereiche Performance Management (Planung, Konsolidierung und Budgetierung mit SAP BusinessObjects Planning & Consolidation bzw. SAP BusinessObjects Financial Consolidation), Business Intelligence (SAP BusinessObjects XI 4.0) und Datenintegration (SAP BusinessObjects Data Service und SAP BusinessObjects Financial Information Management).
SAP Enable Now
SAP Enable Now ist ein Tutorial-Management-System zur Erstellung von Click-Tutorials zur Wissensvermittlung.
SAP Cloud Platform
Die SAP Cloud Platform ist ein Platform-as-a-Service (PaaS)-Angebot der SAP, das Dienste für die Entwicklung, Integration und den anschließenden Betrieb von Cloud-Anwendungen und Erweiterungen von Cloud- und On-Premises-Landschaften zur Verfügung stellt. SAP Cloud Platform stellt auf der einen Seite mehrere „offene“ Technologien, wie z. B. Java, serverseitiges JavaScript oder HTML5 bereit. Auf der anderen Seite knüpft die offene Lösung an die In-Memory-Datenbank-Plattform SAP HANA an, wodurch Unternehmen in der Cloud auf Datenbank- und Anwendungsservices sowie mobile Dienste zugreifen können.

## Service
Die SAP-Produktunterstützung (meistens im Rahmen eines Vertrags über Software-Wartung oder -Miete) und viele andere Kunden-Dienstleistungen werden weitgehend über im Internet zugängliche Systeme abgewickelt, die unter dem Namen SAP Service Marketplace zusammengefasst werden (Bedienung via Webbrowser). Dort können SAP-Anwender Problemmeldungen an SAP (und auch andere Hersteller von in SAP-Systemen verwendeten Komponenten) schicken und weiterverfolgen, sowie von dort Dokumentation, Installationsmedien, Programmkorrekturen, vertikale Lösungen und Schulungen beziehen. Das Vorgängersystem für diese Zwecke war das Online Service System (OSS).
Viele Support-Prozesse, insbesondere in Upgrade und Transportmanagement, werden über den Solution Manager abgebildet.

## SAP Labs

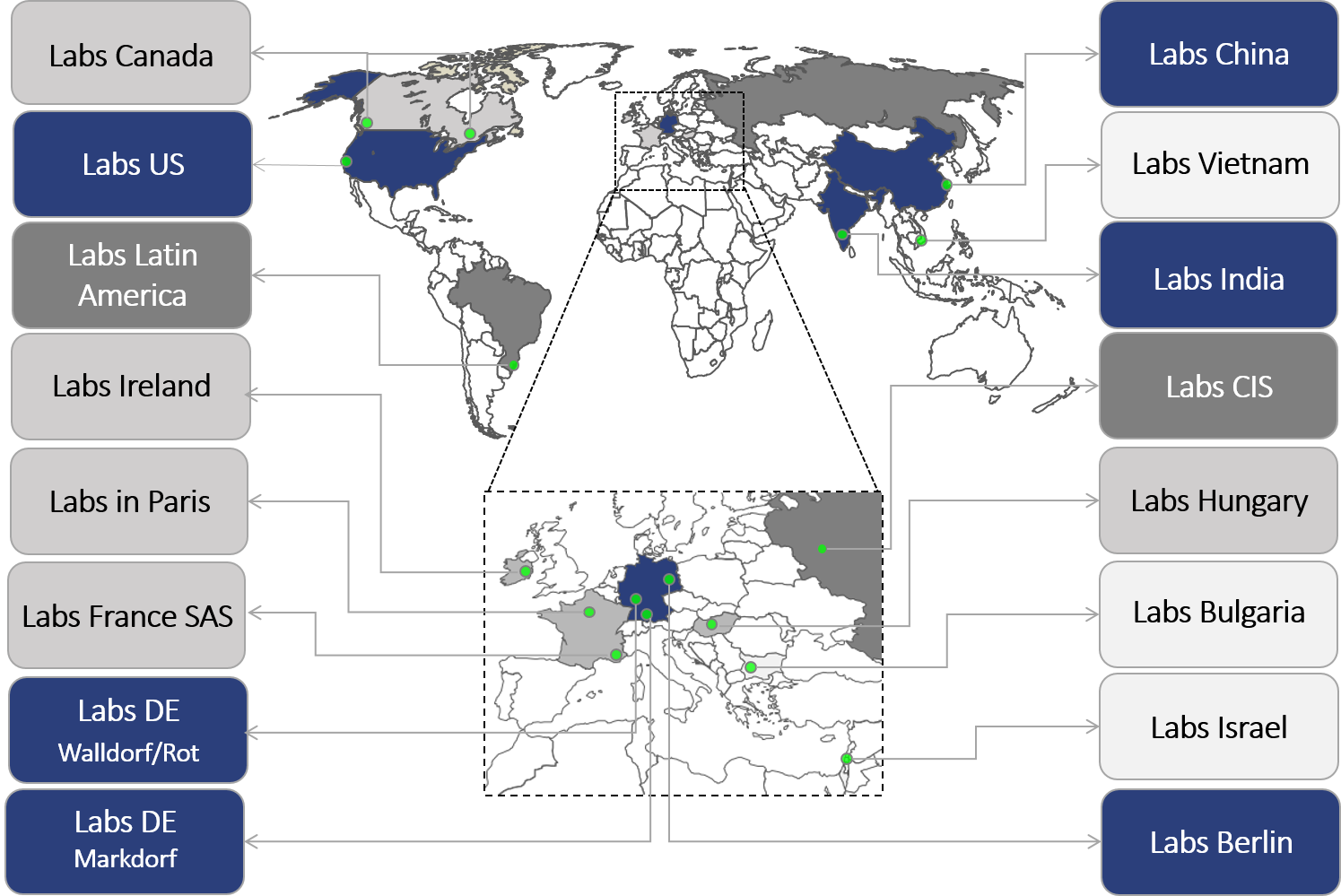
SAP Labs Standorte

SAP Labs sind Forschungs- und Entwicklungseinrichtungen, die Kernprodukte von SAP entwickeln und verbessern. Sie sind strategisch über die ganze Welt in Hightech-Clustern verteilt.
Die SAP Labs befinden sich in Deutschland (Hauptstandorte Walldorf/Rot, Markdorf, Berlin, München), Vereinigten Staaten von Amerika (Hauptstandort: Silicon Valley), Indien (Hauptstandort: Bengaluru), China (Hauptstandort: Shanghai), Brasilien (Hauptstandort: São Leopoldo), Bulgarien (Hauptstandort: Sofia), Kanada (Hauptstandorte: Vancouver, Montreal), Vietnam (Hauptstandort: Ho-Chi-Minh-Stadt), Israel (Hauptstandort: Ra’anana), CIS (Hauptstandort: Moskau), Frankreich (Hauptstandorte: Paris, Sophia Antipolis), Irland (Hauptstandort: Dublin), Ungarn (Hauptstandort: Budapest).
SAPs vier Hauptstandorte der Labs sind Deutschland, Indien, China und USA. Labs Walldorf wurde im Jahr 1972 gegründet und war SAPs erster Standort. Am Anfang konzentrierte SAP seine Expansionsanstrengungen auf hoch entwickelte IT-Märkte: 1993 kam Palo Alto als SAP-Labs-Standort hinzu. Im Jahr 1998 wurden die SAP Labs in Indien und 2003 in China gegründet.
Die zuletzt hinzugekommenen SAP Labs Standorte sind Labs Vietnam und Labs Berlin. Im Jahr 2015 wurde das SAP Labs Vietnam eröffnet, 2016 folgte das SAP Labs Berlin.
Um die SAP Labs zu koordinieren, wurde das SAP Labs Network (SLN) erschaffen. SLN ist eine global operierende Einheit der regionalen SAP Labs, die Best Practices teilt. Laut dem Unternehmensmarketing koordiniert und verteilt es Entwicklungsprojekte an einzelne SAP Labs, beschleunigt die Produkteinführungszeit, ermöglicht SAP „uneingeschränkten Zugang zu Talenten“ und fördert SAPs Innovations- und Wachstumsstrategien.

## Messen und Konferenzen
1981 erfolgte auf der IT-Messe Systems in München der erste Messeauftritt der SAP. 1986 präsentierte sich SAP erstmals auf der größten Computermesse der Welt, der CeBIT in Hannover.
Seit 1989 stellt die SAP jährlich auf der internationalen Kundenmesse SAPPHIRE ihre Neuheiten und strategischen Produktpläne vor. 1996 fand sie erstmals auf drei Kontinenten statt und hatte in Wien 4300, USA 8000 und Japan 5000 Besucher. 1998 erreichte die Messe erstmals in USA, in Los Angeles, 15.000 Besucher. 2003 fiel die Messe wegen der Auswirkungen des Börsencrashs 2002/2003 aus. Seit 2004 fand die Sapphire meist auf zwei verschiedenen Kontinenten zu meist unterschiedlichen Terminen statt. 2008 waren die Messeorte Orlando (Florida) und Berlin, 2009 nur Orlando. 2010 fand die Messe – erstmals zeitgleich auf zwei Kontinenten – vom 17. bis 19. Mai mit etwa 16.000 Besuchern in Orlando und Frankfurt am Main unter dem Namen SAPPHIRE NOW statt. Seit 2013 findet die Sapphire einmal jährlich im Frühjahr in Nordamerika statt. SAP TechEd ist die Technologiekonferenz der SAP, die sich an das Netzwerk aus SAP-Beratern und Entwicklungspartnern wendet. Die Veranstaltungsreihe findet seit 1996 statt, meist an mehreren Messeorten im Herbst.

## Wettbewerb
Der SAP-Mitbewerb rekrutiert sich schwerpunktmäßig aus dem ERP-Umfeld sowie aus den Bereichen Customer-Relationship-Management, Supply-Chain-Management sowie Logistiksoftware.
Oracle Corporation, SAPs größter Wettbewerber, erhob am 22. März 2007 Klage gegen SAP wegen unlauteren Wettbewerbs und unlauterer Geschäftspraktiken. Die Anschuldigungen richteten sich gegen die texanische SAP-Tochtergesellschaft TomorrowNow, die Support für ältere Oracle-Produkte bietet. Danach nutzte TomorrowNow Konten von Oracle-Kunden für Service-Downloads von der Oracle-Support-Website. SAP gab unangemessene Downloads zu, bestritt jedoch den Diebstahl geistigen Eigentums. Am 23. November 2010 entschied das Bundesbezirksgericht für Nordkalifornien in Oakland, dass SAP an Oracle 1,3 Milliarden US-Dollar Schadenersatz wegen Urheberrechtsverletzung zahlen muss. SAP legte gegen das Urteil Berufung ein. In der Berufung wurde die Strafe auf 272 Millionen Dollar reduziert. Weitere Konkurrenten des Software-Riesen sind der britische Hersteller Sage (der den Fokus auf mittelständische Unternehmen legt) sowie Microsoft, Workday, SoftM und SAS Institute, Salesforce und Infor Global Solutions.

## Akquisitionen
| Nummer | erworbenes Unternehmen    | Datum     | Spezialgebiet des erworbenen Unternehmens                                                                   | Land           | Preis      | Übernahme durch SAP Tochterfirma |
| ------ | ------------------------- | --------- | --- | -------------- | ---------- | -------------------------------- |
| 71     | WalkMe                    | Jun 2024  | Digital Adoption Platform (DAP)                                                                             | Israel         | $1,5 Mrd.  |                                  |
| 70     | LeanIX                    | Nov 2023  | Enterprise Architecture Management (EAM)                                                                    | Deutschland    |            |                                  |
| 69     | Taulia                    | Jan. 2022 | Zahlungsdienstleister B2B                                                                                   | USA            | < $1 Mrd.  |                                  |
| 68     | Clarabridge               | Juli 2021 | Künstliche Intelligenz                                                                                      | USA            | $1,13 Mrd. | Qualtrics                        |
| 67     | AppGyver                  | Feb. 2021 | No-Code-Lösungen                                                                                            | Finnland       |            |                                  |
| 66     | Signavio                  | Feb. 2021 | Geschäftsprozessmanagement Software                                                                         | Deutschland    | $1,2 Mrd.  |                                  |
| 65     | Emarsys                   | Okt. 2020 | Omnichannel-Kundenbindungs-Software                                                                         | Österreich     |            |                                  |
| 64     | Contextor                 | Nov. 2018 | robotergesteuerte Prozessautomatisierung (RPA)                                                              | Frankreich     |            |                                  |
| 63     | Qualtrics                 | Nov. 2018 | Enterprise Feedback Management                                                                              | USA            | $8,0 Mrd.  |                                  |
| 62     | Coresystems FSM AG        | Juni 2018 | Plattform für Kundenbetreuung im Außendienst                                                                | Schweiz        |            |                                  |
| 61     | Callidus Software Inc     | Jan. 2018 | Cloud-basierende Sales SaaS                                                                                 | USA            | $2,4 Mrd.  |                                  |
| 60     | Recast.AI                 | Jan. 2018 | Plattform für konversationelle Bots und maschinelles Lernen                                                 | Frankreich     |            |                                  |
| 59     | Gigya                     | Sep. 2017 | Kundenverwaltungsplattform und -profilierungssoftware                                                       | USA            | $340 Mio.  |                                  |
| 58     | Concur                    | Sep. 2014 | Reise- und Reisekostenmanagement                                                                            | USA            | $8,3 Mrd.  |                                  |
| 57     | SeeWhy                    | Mai 2014  | Verhaltensbasiertes Marketing                                                                               | USA            |            |                                  |
| 56     | Fieldglass                | März 2014 | Cloud-basierendes Zeitarbeit-Management                                                                     | USA            |            |                                  |
| 55     | KXEN                      | Okt. 2013 | Prognose und Data-Mining                                                                                    | USA            |            |                                  |
| 54     | Hybris                    | Mai 2013  | Elektronischer Handel                                                                                       | Schweiz        |            |                                  |
| 53     | Camilion                  | März 2013 | Versicherungs-Software                                                                                      | Kanada         |            |                                  |
| 52     | SmartOps                  | Feb. 2013 | Optimierung von Lagerbeständen                                                                              | USA            |            |                                  |
| 51     | Ticket-Web                | Feb. 2013 | Ticketing-Systeme, Kundenmanagement für die Sport- und Unterhaltungs-Branche                                | Deutschland    |            |                                  |
| 50     | Ariba                     | Okt. 2012 | Cloud-basierende Handelsnetzwerke                                                                           | USA            | $4,3 Mrd.  |                                  |
| 49     | Syclo                     | Juni 2012 | Mobile Anlagenwirtschaftssysteme                                                                            | USA            |            |                                  |
| 48     | datango                   | Jan. 2012 | E-Learning (Assets und Quellcodes – Namensrechte wurden nicht übernommen)                                   | Deutschland    |            |                                  |
| 47     | Netbase                   | Dez. 2011 | Analyse sozialer Medien                                                                                     | USA            |            |                                  |
| 46     | SuccessFactors            | Dez. 2011 | Cloud-basierende Humankapital-Lösungen                                                                      | USA            | $3,4 Mrd.  |                                  |
| 45     | Right Hemisphere          | Sep. 2011 | 3D-Visualisierung                                                                                           | USA            |            |                                  |
| 44     | Crossgate                 | Sep. 2011 | Business-to-Business E-Commerce                                                                             | Deutschland    |            |                                  |
| 43     | Secude                    | März 2011 | Sicherheitssoftware für Authentifizierung                                                                   | Deutschland    |            |                                  |
| 42     | Cundus                    | Dez. 2010 | Finanzberichterstellung (Disclosure Management) (SAP EPM)                                                   | Deutschland    |            |                                  |
| 41     | Sybase                    | Mai 2010  | Database, Middleware, Applikationen                                                                         | USA            | $5,8 Mrd.  |                                  |
| 40     | TechniData                | Mai 2010  | Arbeits-, Gesundheits- und Umweltschutz (SAP EHS)                                                           | Deutschland    |            |                                  |
| 39     | SAF                       | Sep. 2009 | Lagerverwaltung (Inventory Management)                                                                      | Deutschland    | $91 Mio.   |                                  |
| 38     | Highdeal                  | Mai 2009  | Abrechnungslösungen                                                                                         | Frankreich     |            |                                  |
| 37     | Visiprise                 | Juli 2008 | Produktionsleitsystem (Manufacturing Execution)                                                             | USA            |            |                                  |
| 36     | Yasu                      | Okt. 2007 | Geschäftsregelsoftware für NetWeaver                                                                        | Indien         |            |                                  |
| 35     | Business Objects          | Okt. 2007 | Business Intelligence                                                                                       | Frankreich     | $6,78 Mrd. |                                  |
| 34     | Wicom Communications      | Mai 2007  | Software für Contact-Center und Unternehmenskommunikation                                                   | Finnland       |            |                                  |
| 33     | MaXware                   | Mai 2007  | Identitäts-Management Software                                                                              | Norwegen       |            |                                  |
| 32     | Outlooksoft               | Mai 2007  | Planungs- und Konsolidierungssoftware                                                                       | USA            |            |                                  |
| 31     | Pilot Software            | Feb. 2007 | Strategiemanagement                                                                                         | USA            | ~$200 Mio. |                                  |
| 30     | Factory Logic             | Dez. 2006 | Lean Software für die Herstellung und Produktion                                                            | USA            |            |                                  |
| 29     | Praxis Software Solutions | Juli 2006 | Internet basiertes Kundenmanagement und eCommerce                                                           | USA            |            |                                  |
| 28     | Frictionless Commerce     | Mai 2006  | Lieferantenbeziehungsmanagement (SRM)                                                                       | USA            |            |                                  |
| 27     | Virsa Systems             | Apr. 2006 | Richtlinienbefolgung (Compliance) Software                                                                  | USA            |            |                                  |
| 26     | SAP Systems Integration   | Dez. 2005 | Beratung und Service                                                                                        | Deutschland    |            |                                  |
| 25     | Callixa                   | Nov. 2005 | Analysesoftware für Unternehmensintegrationen                                                               | USA            |            |                                  |
| 24     | Khimetrics                | Nov. 2005 | Einzelhandelssoftware Retail                                                                                | USA            |            |                                  |
| 23     | Triversity                | Sep. 2005 | POS Software                                                                                                | Kanada         |            |                                  |
| 22     | Lighthammer               | Juni 2005 | Fertigungsüberwachung                                                                                       | USA            |            |                                  |
| 21     | DCS Quantum               | Feb. 2005 | Automotive Dealer Management System                                                                         | Großbritannien |            |                                  |
| 20     | TomorrowNow               | Jan. 2005 | Dienstleistungen für PeopleSoft- und JDE-Produkte                                                           | USA            |            |                                  |
| 19     | ilytix                    | Jan. 2005 | SAP BusinessOne Excel Integration                                                                           | Norwegen       |            |                                  |
| 18     | A2i                       | Juli 2004 | Stammdatenmanagement (Master Data Management)                                                               | USA            |            |                                  |
| 17     | SPM Technologies          | Dez. 2003 | IT-Architekturberatung                                                                                      | Deutschland    |            |                                  |
| 16     | DCW Software              | Juli 2003 | Finanz- und Warenwirtschaftsoftware                                                                         | Deutschland    |            |                                  |
| 15     | Guimachine                | Dez. 2002 | NetWeaver Visualisierung                                                                                    | USA            |            |                                  |
| 14     | IDS                       | Mai 2002  | Kundenmanagement und Trade Relationship Management Software für die pharmazeutische und biotechn. Industrie | USA            |            |                                  |
| 13     | Topmanage                 | Feb. 2002 | SAP BusinessOne Suite                                                                                       | Israel         |            |                                  |
| 12     | Paynet International AG   | Dez. 2001 | Invoice Processing                                                                                          | Deutschland    |            |                                  |
| 11     | In-Q-My                   | Juni 2001 | J2EE Web Application Server                                                                                 | Deutschland    |            |                                  |
| 10     | COPA GmbH                 | Nov. 2001 | IT-Lösungen Getränkeindustrie                                                                               | Deutschland    |            |                                  |
| 9      | Infinite Data Structures  | Mai 2001  | Kundenmanagement und Trade Relationship Management Software                                                 | USA            |            |                                  |
| 8      | TopTier                   | März 2001 | Unternehmensportale und Integrationssoftware                                                                | USA            | ~$400 Mio. |                                  |
| 7      | Prescient Consulting      | Feb. 2001 | Beratung und Dienstleistung                                                                                 | USA            |            |                                  |
| 6      | Campbell Software         | 1999      | Personalsoftware                                                                                            | USA            |            |                                  |
| 5      | AMC Development           | 1998      | Computer Telephony Integration                                                                              | USA            |            |                                  |
| 4      | OFEK-Tech                 | 1998      | Lagersoftware                                                                                               | Israel         |            |                                  |
| 3      | Kiefer & Veittinger       | 1997      | Vertriebs- und Marketing-Software                                                                           | Deutschland    |            |                                  |
| 2      | Dacos                     | 1996      | Software für den Einzelhandel                                                                               | Deutschland    |            |                                  |
| 1      | Steeb                     | 1991      | Systemhaus                                                                                                  | Deutschland    |            |                                  |

## Verkäufe/Ausgründungen
| Nummer | ausgegründetes Unternehmen | Datum | Spezialgebiet         | Land        | Investor                     | Investitionssumme         | Anteil SAP bei Unternehmensgründung                                                 |
| ------ | -------------------------- | ----- | --------------------- | ----------- | ---------------------------- | ------------------------- | ----------------------------------------------------------------------------------- |
| 4      | Qualtrics                  | 2023  | Online Marktforschung | USA         | Silver Lake, CPP Investments | 7,7 Milliarden USD        |                                                                                     |
| 3      | SAP Litmos                 | 2022  | Lernplattform         | USA         | Francisco Partners           | mehrere 100 Millionen EUR | 0 %                                                                                 |
| 2      | SAP Fioneer                | 2021  | Financial Service     | Deutschland | Dediq                        | 500 Millionen EUR         | 20 % - Hasso Plattner war zum Zeitpunkt der Übernahme an Dediq maßgeblich beteiligt |
| 1      | SAP Digital Interconnect   | 2020  | Kommunikationseinheit | Deutschland | Sinch AB                     | 225 Millionen EUR         | 0 %                                                                                 |

## Sponsoring

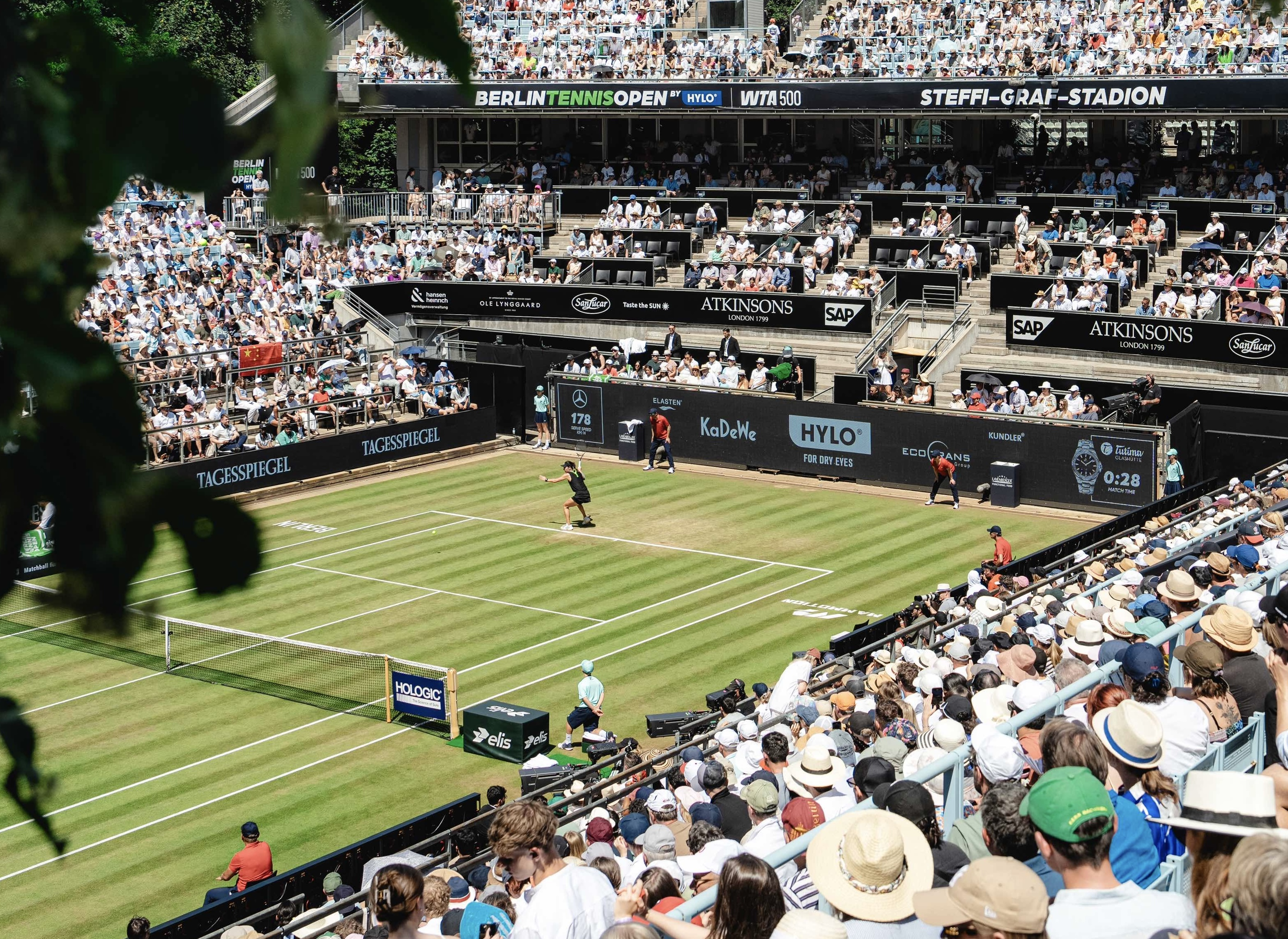
Berlin Tennis Open

- Namenssponsor der Multifunktionshallen: SAP Arena, SAP Center und SAP Garden
- Seit 2013 Hauptsponsor der TSG 1899 Hoffenheim[144]
- Exklusivpartner bei den Rhein-Neckar Löwen[145]
- Berlin Tennis Open seit 2025

## Kritik und Kontroversen

### Korruptionsvorwürfe
2024 zahlte SAP in den USA 222 Millionen Dollar Strafe, um einem Verfahren wegen Fälschung von Auftragsbüchern in Südafrika und sechs anderen Ländern zu entgehen. In den Vorwürfen ging es außerdem um Korruption und Bestechung.

### Ermittlungen gegen Vorstandsmitglied
Im September 2024 wurden Vorwürfe bekannt, dass sich das Vorstandsmitglied Jürgen Müller gegenüber einer Mitarbeiterin fehlverhalten hätte. Dieser gab nach einem internen Compliance-Verfahren seinen Rücktritt bekannt. Die Staatsanwaltschaft hat ein Ermittlungsverfahren eingeleitet.

### Beendigung von Diversitätsprogrammen
Im Mai 2025 beendete SAP als erstes deutsches Unternehmen unter Verweis auf das Vorgehen der Trump-Administration interne Diversitätsprogramme. Unter anderem wurde der angestrebte Frauenanteil von 40 % im Unternehmen gestrichen und die Stelle für Diversität & Inklusion verlor ihre Eigenständigkeit. Die Gewerkschaft ver.di kritisierte diesen Schritt und verwies darauf, dass er auch im Hinblick auf die Trump-Regierung unnötig gewesen sei, da Verträge über Jahre abgeschlossen werden und mit einer Änderung der US-Politik gerechnet werden kann.